# Jean-Pierre Bemba

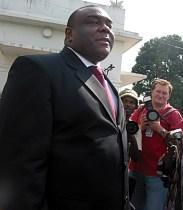
Jean-Pierre Bemba

Jean-Pierre Bemba Gombo, född 4 november 1962 i Bokada, Nord-Ubangi, är en tidigare affärsman, politiker och rebelledare i Kongo-Kinshasa. I mars 2016 dömdes han av den Internationella brottmålsdomstolen (ICC) i Haag för de krigsbrott som hans rebellgrupp begick i Centralafrikanska republiken 2002–2003.

## Biografi
Jean-Pierre Bembas far, Saolona Bemba, var Kongos rikaste affärsman och ägde landets största företag SCIBE Zaire. Fadern stod också den förre diktatorn Mobutu Sese Seko nära. Bemba har fortsatt i faderns fotspår och äger flera radio- och tv-stationer, ett mobiltelefonnät och ett flygbolag. Han har studerat ekonomi i Belgien, och efter en karriär i näringslivet var han en tid rådgivare åt Mobutu. Vid regimskiftet 1997 tvingades han gå i exil, men han återvände till Kongo 1998 och ställde sig i spetsen för Kongos befrielserörelse (MLC), som har sin största maktbas i och omkring huvudstaden Kinshasa och provinsen Équateur. Bemba är en av Kongos rikaste män och har beskyllts för att ha ökat sig förmögenhet genom illegal diamantförsäljning.

### Väpnade konflikter
Under andra Kongokriget startade Bemba sin egen rebellarmé, Kongos befrielserörelse, med ugandiskt stöd och lyckades ta över och kontrollera stora delar av norra Kongo. År 2002 bad Centralafrikanska republikens förre president Ange-Félix Patassé Bembas milisgrupp att komma till landet och slå ned ett kuppförsök. Bembas grupp gick in i landet. Enligt en utredning av Internationella brottmålsdomstolen i Haag, ICC, begick milisen där grova krigsförbrytelser som tortyr och hundratals fall av våldtäkt, även mot barn.

### Politisk karriär
Den 17 juli 2003 svors Bemba in som en av fyra vicepresidenter i den övergångsregering, som förberedde presidentvalet den 29 oktober 2006. Där vann Bembas huvudkonkurrent Joseph Kabila med 58,05 procent av rösterna mot Jean-Pierre Bembas 41,9 procent. Bemba accepterade den 28 november sitt nederlag sedan landets högsta domstol avslagit hans överklagande av valresultatet. Han lovade också att axla rollen som oppositionsledare men hade samtidigt kvar tusentals soldater från sin gamla rebellarmé i kaserner utanför Kinshasa. I mars 2007 utbröt strider mellan Bembas soldater och regeringstrupper i huvudstaden och Bemba efterlystes för förräderi. I april flydde han därför till Portugal och skaffade även en bostad i Bryssel.

### Åtal om krigsbrott
De humanitära övergrepp som Bembas armé begick i Centralafrikanska republiken ledde till att Internationella brottmålsdomstolen i Haag utfärdade en häktningsorder mot Bemba. Han greps i Bryssel i maj 2008, misstänkt för krigsbrott och brott mot mänskligheten. Enligt anklagelserna bär Bemba fullt ansvar för alla politiska och militära beslut inom hans milisgrupp, och de våldtäkter och övergrepp som begicks i Centralafrikanska republiken var enligt åklagaren godkända eller beordrade av honom som milisens ledare.
Rättegången mot Jean-Pierre Bemba inleddes den 12 januari 2009 av biträdande åklagaren Fatou Bensouda med ett starkt inledningsanförande. Bemba åtalades för våldtäkt, våldtäkt som ett krigsbrott, tortyr, tortyr som ett krigsbrott, plundring och mord. Han påstods ha begått brotten mellan 25 oktober 2002 och 15 mars 2003 tillsammans med soldater i Centralafrikanska republikens armé. ICC dömde honom i mars 2016 för bland annat våldtäkt och mord. 